# Antonio Francesco Grazzini

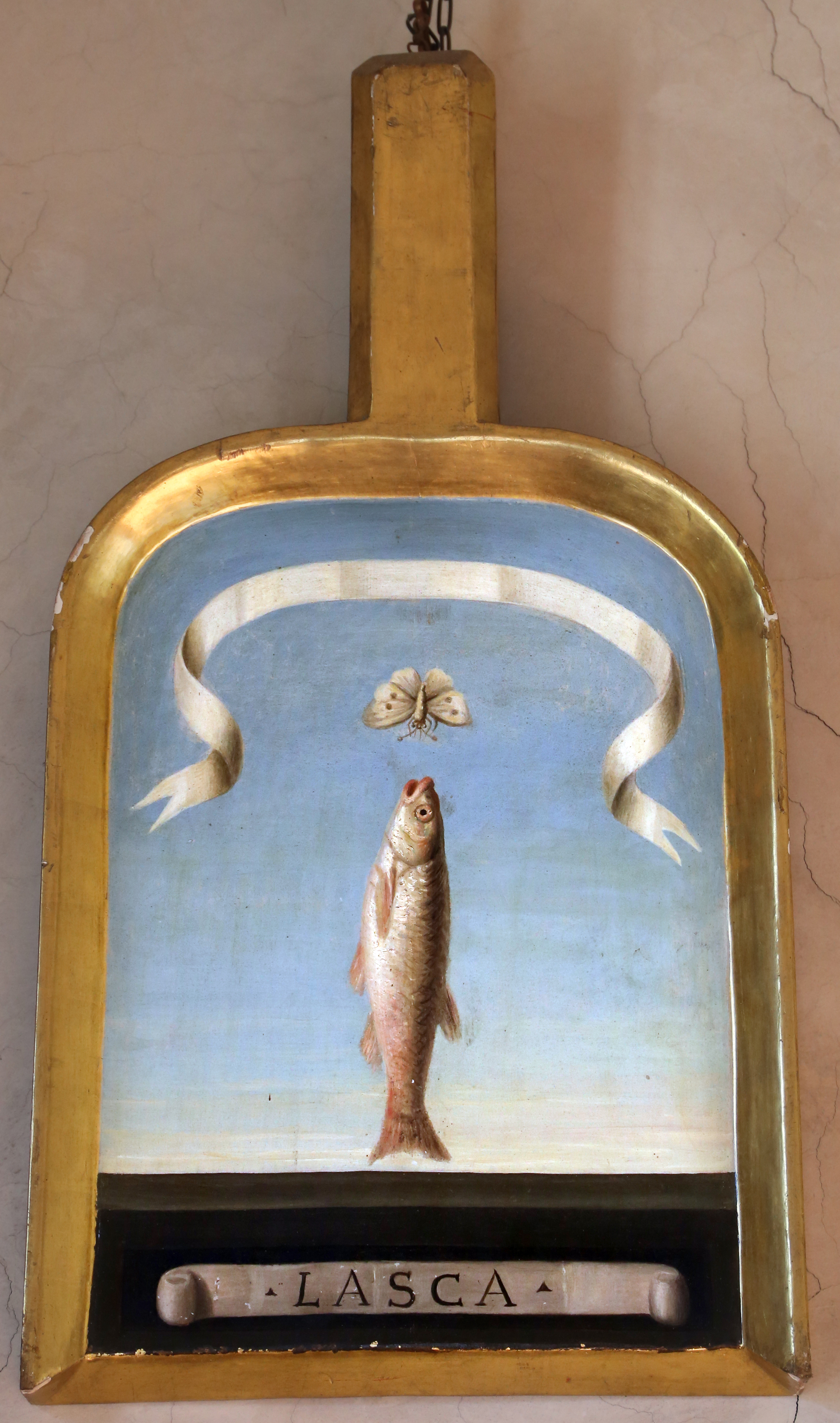
Antonio Francesco Grazzinia skyffel i Accademia della Crusca.

Antonio Francesco Grazzini, född 22 mars 1503, död 18 februari 1583, var en italiensk författare.
Grazzini var även känd under namnet Il Lasca, ett namn Grazzini valde i egenskap av medlem i det av honom och Leonardo Salviati grundade Accademia della Crusca. Grazzini var en av den toskanska prosans mästare, vars böjliga, klara stil kommer till sin rätt framför allt i Le cene, en novellsamling i Giovanni Boccaccios maner. Han har även skrivit komedier på prosa, bland annat L'Arzigogolo (1550). Hans Opere är utgivna med biografisk inledning av Pietro Fanfani 1857, hans Le novelle av Guido Biagi 1915.